# Soso Liparteliani
Soso Liparteliani (georgisch სოსო ლიპარტელიანი; * 3. Februar 1971 in Chopuri, Munizipalität Lentechi, Ratscha-Letschchumi und Niederswanetien) ist ein ehemaliger georgischer Judoka. Bis 1996 trat er im Halbmittelgewicht (bis 78 kg) an.
Liparteliani gewann 1992 und 1993 das Weltcupturnier in Tiflis. Bei den Europameisterschaften 1993 erreichte er das Finale und unterlag dort gegen den Franzosen Darcel Yandzi. Nachdem er 1995 das internationale Turnier in Moskau gewonnen hatte, belegte er bei den Weltmeisterschaften 1995 nach Niederlagen gegen den Israeli Shay-Oren Smadga und gegen den Serben Dragomir Radulovič den siebten Platz. 
Bei den Olympischen Spielen 1996 unterlag Liparteliani in seinem zweiten Kampf gegen den Südkoreaner Cho In-chul. In der Hoffnungsrunde bestritt er vier Kämpfe, die er alle durch Ippon gewann, und erhielt die Bronzemedaille wie auch Cho In-chul.
Bei den Team-Europameisterschaften 1996, drei Monate nach den Olympischen Spielen, trat Liparteliani im Mittelgewicht (bis 86 kg) an und belegte mit der georgischen Mannschaft den dritten Platz. 1997 gewann Liparteliani, ebenfalls im Mittelgewicht, das Weltcup-Turnier in Moskau und belegte in Tiflis den zweiten Platz. Bei den Europameisterschaften 1999 unterlag er in der zweiten Runde gegen Nuno Delgado aus Portugal, nach drei Siegen in der Hoffnungsrunde verlor er den Kampf um Bronze gegen den Franzosen Djamel Bouras und belegte den fünften Platz in der Gewichtsklasse bis 81 kg.